# 小川勝
小川 勝（おがわ まさる、1964年10月12日 - ）は、東京都出身の男性フィギュアスケート選手。1984年サラエボオリンピック男子シングル日本代表。歯科医師。

## 経歴
実家は人形町で歯科医（小川源歯科医院）を開業。4歳でスケートを始め、1983年より全日本フィギュアスケート選手権4連覇（1984年より登録名は"勝昇"）。1984年サラエボオリンピックにも出場したが、勉学との両立が難しくなり、1987年に現役引退。
引退後は、日本大学歯学部を卒業、同大学院口腔外科専攻を修了、現在は小川源歯科医院院長。
また、1988年よりTBSでフィギュアスケートの解説を担当。2006年より、日本スケート連盟フィギュアスケート部強化副部長を務めている。

## 主な戦績
| 大会/年          | 1980-81 | 1981-82 | 1982-83 | 1983-84 | 1984-85 | 1985-86 | 1986-87 |
| ---------------- | ------- | ------- | ------- | ------- | ------- | ------- | ------- |
| オリンピック     |         |         |         | 14      |         |         |         |
| 世界選手権       |         |         | 17      | 14      | 14      | 10      | 12      |
| 全日本選手権     | 3       | 3       | 3       | 1       | 1       | 1       | 1       |
| NHK杯            |         |         | 5       |         | 9       | 4       | 4       |
| スケートカナダ   |         |         |         | 3       | 3       |         |         |
| ゴールデンスピン |         |         | 1       |         |         |         |         |